# UK-T6
UK-T6とはキネティックが製造する人工衛星用イオンエンジンである。

## 概要
静止衛星の南北制御及び軌道変換、寿命終了後の軌道離脱用に用いることを想定して開発された、カウフマン型キセノンイオンエンジンである。UK-T5をベースに大口径化し、推力及び比推力が向上されている。

## 仕様
- タイプ：カウフマン型イオンエンジン
- 推進剤：キセノン
- エンジン質量：7.5kg
- 推力：30〜230mN
- 比推力：4,000〜4,700s
- グリッド径：220mm

## 採用宇宙機
- アルファサットI-XL（インマルサットXL） - 静止通信衛星。2012年打ち上げ予定。
- ベピ・コロンボ - 水星探査機。MTMに水星軌道到達用として5機搭載。2016年打ち上げ予定。

採用衛星バス
- AlphaBus - EADS アストリアム及びタレス・アレーニア・スペースが製造する静止衛星用標準バス。

## 関連事項
- 電気推進
  - イオンエンジン
    - UK-10
- エアバス・グループ